# شتاين إريك هاغن
شتاين إريك هاغن (بالنرويجية البوكمول: Stein Erik Hagen)‏ هو رائد أعمال نرويجي، ولد في 22 يوليو 1956 في أوسلو في النرويج.

## وصلات خارجية
- شتاين إريك هاغن على موقع IMDb (الإنجليزية)